# Дискография Bon Jovi
В дискографию американской рок-группы Bon Jovi включены 13 студийных альбомов, три сборника, один концертный альбом, один бокс-сет, 13 видео и более 50 синглов. В списке не представлены сольные работы Джона Бон Джови, Ричи Самборы и Дэвида Брайана.
Первый коммерческий релиз группы — сингл 1983 года «Runaway» с альбома Bon Jovi (1984). Дебютный альбом не был популярен в США. Второй альбом, 7800° Fahrenheit, был ещё менее популярен, однако в Японии достиг пятого места национального чарта.
Настоящий успех пришёл к группе с выходом третьего альбома, Slippery When Wet (1986), который был продан тиражом более 28 млн копий по миру. Он возглавлял чарты Австралии, Канады и США, где провел 94 недели в чарте Billboard 200, получив бриллиантовую сертификацию Американской ассоциации звукозаписывающих компаний. Первые два сингла — «You Give Love a Bad Name» и «Livin’ on a Prayer» — достигли первого места Billboard Hot 100. Следующий альбом, New Jersey, также был успешен. Пять синглов с него вошли в первую десятку американского чарта; группа поставила рекорд по количеству синглов с хард-рок-альбома, попавших в первую десятку, и держит его до сих пор. Две песни — «Bad Medicine» и «I’ll Be There for You» — возглавляли американский чарт.
Пятый альбом Bon Jovi вышел в 1992 году и назывался Keep the Faith. Звучание группы изменилось, однако альбом в первую неделю продаж занял первое место в Великобритании и Австралии, а в США стал дважды платиновым. Песня «Bed of Roses» вошла в первую десятку, а «Keep the Faith» возглавила чарт Billboard Hot Mainstream Rock Tracks. В 1994 году вышел сборник хитов Bon Jovi — Cross Road, который стал самым продаваемым альбомом года в Великобритании. Первый сингл, «Always», провел шесть месяцев в первой десятке Billboard Hot 100, получил платиновый статус, тем самым став самым коммерчески успешным синглом группы. Cross Road стал последним альбомом, на котором играл басист Алек Джон Сач.
Несмотря на уход Сача, группа выпустила шестой альбом, These Days (1995). Он был особенно успешным в азиатских и европейских странах. Альбом дебютировал на первом месте в Великобритании, сместив HIStory Майкла Джексона, где оставался целый месяц. В Японии альбом возглавил чарт, распространившись тиражом 379 000 копий в первую неделю и став вторым самым наиболее быстро продаваемым за неделю альбомом в истории страны. Первый сингл, «This Ain't a Love Song», попал на 14-е место в США, но стал единственным хитом с альбома. В Великобритании четыре сингла попало в первую десятку.
После пятилетнего перерыва Bon Jovi выпустили альбом Crush (2000), который стал таким же успешным, как и предыдущие релизы. Он в шестой и пятый раз подряд возглавлял чарты Австралии и Великобритании соответственно, а в Америке стал дважды платиновым. Успех альбома во многом произошёл из-за сингла «It’s My Life», который был номинирован на «Грэмми» в категории «Лучшее вокальное рок исполнение дуэтом или группой», а альбом был номинирован в категории «Лучший рок-альбом».
Вскоре группа выпустила свой восьмой студийный альбом Bounce (2002). Он дебютировал на втором месте в Америке, став самым успешным дебютом группы за всю 20-летнюю историю. Однако рекорд был побит в 2005 году, с выпуском альбома Have a Nice Day. Одноименная песня была большим хитом, попав в первую десятку в Австралии, Европе и Великобритании. Другая песня, «Who Says You Can't Go Home», в кантри-версии с Дженнифер Неттлс заняла первое место в чарте Billboard Hot Country Songs. Из-за успеха сингла Bon Jovi стали первой рок-группой, сумевшей занять первые места и в рок-, и в кантри-чарте. Дуэт принес группе «Грэмми» в номинации «Лучшее кантри-коллаборация». Следующий альбом — Lost Highway (2007) — во многом был записан под влиянием атмосферы Нэшвила. Он стал первым альбомом группы, дебютировавшим на первом месте в Америке, а также став первым альбомом номер один с конца 1980-х. Хотя альбом был успешен и получил номинацию «Грэмми» в категории «Лучший поп-альбом», группа вернулась в студию в 2009 году для записи одиннадцатого альбома The Circle. Он также дебютировал на первом месте Billboard 200, став четвёртым альбомом Bon Jovi номер один. Синглы с Lost Highway и The Circle — «(You Want to) Make a Memory» and «We Weren’t Born to Follow» — получили номинацию «Грэмми» в категории «Вокальное поп-исполнение дуэтом или группой».

## Альбомы

### Студийные альбомы
| Bon Jovi                    | - Дата: 21 января 1984 - Лейбл: Mercury Records - Формат: CD, CC, LP   | 43 | 39 | — | 71 | —  | — | —  | —  | —  | 38 | - США: 2x платиновый - Канада: золотой - Швейцария: золотой - Япония: золотой |
| 7800° Fahrenheit            | - Дата: 12 апреля 1985 - Лейбл: Mercury Records - Формат: CD, CC, LP   | 37 | 30 | — | 28 | 40 | — | —  | 11 | 10 | 5  | - США: платиновый - Канада: платиновый - Япония: золотой |
| Slippery When Wet           | - Дата: 18 августа 1986 - Лейбл: Mercury Records - Формат: CD, CC, LP  | 1  | 1  | 2 | 6  | 11 | 1 | 2  | 1  | 3  | 10 | - США: 12x платиновый - Великобритания: 3x платиновый - Германия: платиновый - Канада: бриллиантовый - Швейцария: 2x платиновый - Япония: золотой                                                                              |
| New Jersey                  | - Дата: 13 сентября 1988 - Лейбл: Mercury Records - Формат: CD, CC, LP | 1  | 1  | 5 | 1  | 4  | 1 | 17 | 1  | 1  | 2  | - США: 7x платиновый - Австрия: платиновый - Великобритания: 2x платиновый - Германия: платиновый - Канада: 5x платиновый - Швейцария: платиновый - Япония: платиновый                                                         |
| Keep the Faith              | - Дата: 3 ноября 1992 - Лейбл: Mercury Records - Формат: CD, CC        | 5  | 1  | 2 | 1  | 2  | 8 | 3  | 3  | 3  | 3  | - США: 2x платиновый - Австрия: 2x платиновый - Великобритания: платиновый - Германия: платиновый - Канада: 5x платиновый - Швейцария: 3x платиновый - Япония: платиновый                                                      |
| These Days                  | - Дата: 27 июня 1995 - Лейбл: Mercury Records - Формат: CD, CC         | 9  | 1  | 1 | 1  | 1  | 1 | 1  | 1  | 2  | 1  | - США: платиновый - Австрия: платиновый - Великобритания: 2x платиновый - Германия: золотой - Евросоюз: 3x платиновый - Канада: 2x платиновый - Швейцария: платиновый - Япония: 3x платиновый                                  |
| Crush                       | - Дата: 13 июня 2000 - Лейбл: Island/Mercury Records - Формат: CD, CC  | 9  | 1  | 1 | 1  | 1  | 4 | 1  | 1  | 2  | 2  | - США: 2x платиновый - Австралия: платиновый - Австрия: платиновый - Великобритания: платиновый - Германия: 2x платиновый - Евросоюз: 2x платиновый - Канада: 2x платиновый - Швейцария: 2x платиновый - Япония: 2x платиновый |
| Bounce                      | - Дата: 8 октября 2002 - Лейбл: Island Records - Формат: CD, CC        | 2  | 5  | 3 | 2  | 2  | 3 | 2  | 2  | 4  | 3  | - США: золотой - Австралия: золотой - Австрия: золотой - Великобритания: золотой - Германия: платиновый - Евросоюз: платиновый - Канада: платиновый - Швейцария: платиновый - Япония: платиновый                               |
| Have a Nice Day             | - Дата: 20 сентября 2005 - Лейбл: Island Records - Формат: CD, ЦД      | 2  | 1  | 1 | 2  | 1  | 1 | 1  | 1  | 3  | 1  | - США: платиновый - Австралия: золотой - Австрия: платиновый - Великобритания: золотой - Канада: платиновый - Швейцария: платиновый - Япония: платиновый                                                                       |
| Lost Highway                | - Дата: 8 июня 2007 - Лейбл: Island/Mercury Nashville - Формат: CD, ЦД | 1  | 2  | 1 | 2  | 1  | 1 | 1  | 1  | 4  | 1  | - США: платиновый - Австралия: золотой - Австрия: 2x платиновый - Великобритания: золотой - Германия: платиновый - Канада: 3x платиновый - Швейцария: платиновый - Япония: золотой                                             |
| The Circle                  | - Дата: 10 ноября 2009 - Лейбл: Island Records - Формат: CD, ЦД        | 1  | 4  | 2 | 2  | 1  | 1 | 4  | 1  | 9  | 1  | - США: золотой - Австралия: золотой - Великобритания: золотой - Германия: золотой - Канада: платиновый - Швейцария: золотой - Япония: золотой                                                                                  |
| What About Now              | - Дата: 8 марта 2013 - Лейбл: Island Records - Формат: CD, ЦД          | 1  | 1  | 1 | 2  | 2  | 1 | 2  | 3  | 1  | 2  | |
| Burning Bridges             | - Дата: 21 августа 2015 - Лейбл: Mercury                               | 13 | 3  | 1 | 3  | 1  | 4 | 2  | —  | 25 | —  | |
| "—" альбом не попал в чарты |                                                                        |    |    |   |    |    |   |    |    |    |    | |

### Концертные альбомы
| Название                      | Детали                                                       | Наивысшие позиции | Наивысшие позиции | Наивысшие позиции | Наивысшие позиции | Наивысшие позиции | Наивысшие позиции | Наивысшие позиции | Наивысшие позиции | Наивысшие позиции | Наивысшие позиции | Сертификации (приблизительные продажи)                                                                                               |
| Название                      | Детали                                                       | СОЕ               | АВС               | АВТ               | ВЕЛ               | ГЕР               | КАН               | НИД               | ШВА               | ШВЕ               | ЯПО               | Сертификации (приблизительные продажи)                                                                                               |
| ----------------------------- | ------------------------------------------------------------ | ----------------- | ----------------- | ----------------- | ----------------- | ----------------- | ----------------- | ----------------- | ----------------- | ----------------- | ----------------- | --- |
| One Wild Night Live 1985–2001 | - Дата: 22 мая 2001 - Лейбл: Island Records - Формат: CD, CC | 20                | 6                 | 2                 | 2                 | 3                 | 4                 | 2                 | 1                 | 7                 | 99                | - Австрия: золотой - Великобритания: серебряный - Германия: золотой - Евросоюз: платиновый - Канада: золотой - Швейцария: платиновый |
| Inside Out                    | - Дата: 27 ноября 2012 - Лейбл: Island Records - Формат: ЦД  | 196               | —                 | —                 | —                 | —                 | —                 | —                 | —                 | —                 | —                 | |

### Сборники
| Название                     | Детали                                                                | Наивысшие позиции | Наивысшие позиции | Наивысшие позиции | Наивысшие позиции | Наивысшие позиции | Наивысшие позиции | Наивысшие позиции | Наивысшие позиции | Наивысшие позиции | Наивысшие позиции | Сертификации (приблизительные продажи) |
| Название                     | Детали                                                                | СОЕ               | АВС               | АВТ               | ВЕЛ               | ГЕР               | КАН               | НИД               | ШВА               | ШВЕ               | ЯПО               | Сертификации (приблизительные продажи) |
| ---------------------------- | --------------------------------------------------------------------- | ----------------- | ----------------- | ----------------- | ----------------- | ----------------- | ----------------- | ----------------- | ----------------- | ----------------- | ----------------- | --- |
| Cross Road                   | - Дата: 10 октября 1994 - Лейбл: Mercury Records - Формат: CD, CC, LP | 8                 | 1                 | 1                 | 1                 | 1                 | 1                 | 1                 | 1                 | 2                 | 1                 | - США: 4x платиновый - Австралия: 11x платиновый - Австрия: 3x платиновый - Великобритания: 5x платиновый - Германия: 2x платиновый - Евросоюз: 8x платиновый - Канада: бриллиантовый - Швейцария: 3x платиновый - Япония: 4x платиновый |
| Tokyo Road: Best of Bon Jovi | - Дата: 28 марта 2001 - Лейбл: Universal Japan - Формат: CD, ЦД       | —                 | —                 | —                 | —                 | —                 | —                 | —                 | —                 | —                 | 5                 | - Япония: платиновый |
| This Left Feels Right        | - Дата: 4 ноября 2003 - Лейбл: Island Records - Формат: CD, ЦД        | 14                | 11                | 2                 | 4                 | 3                 | 5                 | 6                 | 3                 | 23                | 5                 | - Австрия: золотой - Великобритания: серебряный - Германия: золотой - Канада: золотой - Швейцария: золотой - Япония: золотой |
| Greatest Hits                | - Дата: 9 ноября 2010 - Лейбл: Island Records - Формат: CD, ЦД        | 5                 | 1                 | 2                 | 2                 | 2                 | 1                 | 3                 | 3                 | 1                 | 2                 | - Австралия: 3x платиновый - Великобритания: 2x платиновый - Германия: золотой - Япония: золотой |

### Бокс-сеты
| Название                                 | Детали                                                          | Наивысшие позиции | Наивысшие позиции | Наивысшие позиции | Наивысшие позиции | Наивысшие позиции | Наивысшие позиции | Наивысшие позиции | Наивысшие позиции | Наивысшие позиции | Наивысшие позиции | Сертификации (приблизительные продажи) |
| Название                                 | Детали                                                          | СОЕ               | АВС               | АВТ               | ВЕЛ               | ГЕР               | КАН               | НИД               | ШВА               | ШВЕ               | ЯПО               | Сертификации (приблизительные продажи) |
| ---------------------------------------- | --------------------------------------------------------------- | ----------------- | ----------------- | ----------------- | ----------------- | ----------------- | ----------------- | ----------------- | ----------------- | ----------------- | ----------------- | -------------------------------------- |
| 100,000,000 Bon Jovi Fans Can't Be Wrong | - Дата: 16 ноября 2004 - Лейбл: Island Records - Формат: CD, ЦД | 53                | —                 | 50                | 90                | 37                | 48                | 40                | —                 | —                 | 13                | - США: золотой                         |

## Синглы

### 1983–1989
| Сингл                                                                    | Год  | Наивысшая позиция | Наивысшая позиция | Наивысшая позиция | Наивысшая позиция | Наивысшая позиция | Наивысшая позиция | Наивысшая позиция | Наивысшая позиция | Наивысшая позиция | Наивысшая позиция | Сертификации                                   | Альбом            |
| Сингл                                                                    | Год  | СОЕ               | АВС               | АВТ               | ВЕЛ               | ГЕР               | ИРЯ               | КАН               | НИД               | ШВА               | ШВЕ               | Сертификации                                   | Альбом            |
| ------------------------------------------------------------------------ | ---- | ----------------- | ----------------- | ----------------- | ----------------- | ----------------- | ----------------- | ----------------- | ----------------- | ----------------- | ----------------- | ---------------------------------------------- | ----------------- |
| «Runaway»                                                                | 1983 | 39                | —                 | —                 | —                 | —                 | —                 | —                 | —                 | —                 | —                 |                                                | Bon Jovi          |
| «She Don't Know Me»                                                      | 1984 | 48                | —                 | —                 | —                 | —                 | —                 | —                 | —                 | —                 | —                 |                                                | Bon Jovi          |
| «Only Lonely»                                                            | 1985 | 54                | —                 | —                 | —                 | —                 | —                 | —                 | —                 | —                 | —                 |                                                | 7800° Fahrenheit  |
| «In and Out of Love»                                                     | 1985 | 69                | —                 | —                 | —                 | —                 | —                 | —                 | —                 | —                 | —                 |                                                | 7800° Fahrenheit  |
| «The Hardest Part Is the Night»                                          | 1985 | —                 | —                 | —                 | 68                | —                 | —                 | —                 | —                 | —                 | —                 |                                                | 7800° Fahrenheit  |
| «Silent Night»                                                           | 1986 | —                 | —                 | —                 | —                 | —                 | —                 | —                 | —                 | —                 | —                 |                                                | 7800° Fahrenheit  |
| «You Give Love a Bad Name»                                               | 1986 | 1                 | 23                | 25                | 14                | —                 | 21                | 2                 | 2                 | —                 | 14                | - Канада: золотой                              | Slippery When Wet |
| «Livin’ on a Prayer»                                                     | 1986 | 1                 | 3                 | —                 | 4                 | 20                | 4                 | 1                 | 4                 | 12                | 2                 | - Великобритания: серебряный - Канада: золотой | Slippery When Wet |
| «Wanted Dead or Alive»                                                   | 1987 | 7                 | 13                | —                 | 13                | 45                | 6                 | 17                | 20                | —                 | —                 |                                                | Slippery When Wet |
| «Never Say Goodbye»                                                      | 1987 | —                 | 26                | —                 | 21                | —                 | 4                 | —                 | 59                | —                 | —                 |                                                | Slippery When Wet |
| «Bad Medicine»                                                           | 1988 | 1                 | 4                 | —                 | 17                | 54                | 10                | 5                 | 10                | 14                | 20                |                                                | New Jersey        |
| «Born to Be My Baby»                                                     | 1988 | 3                 | 30                | —                 | 22                | 54                | 7                 | *                 | —                 | 25                | —                 |                                                | New Jersey        |
| «I’ll Be There for You»                                                  | 1989 | 1                 | 23                | —                 | 18                | 67                | 6                 | 2                 | 22                | 15                | —                 |                                                | New Jersey        |
| «Lay Your Hands on Me»                                                   | 1989 | 7                 | 23                | —                 | 18                | —                 | 8                 | 17                | 47                | 16                | —                 |                                                | New Jersey        |
| «Living in Sin»                                                          | 1989 | 9                 | 62                | —                 | 35                | —                 | 17                | 19                | —                 | 20                | —                 |                                                | New Jersey        |
| «—» означает, что сингл не попал в чарт или не выпускался в этой стране. |      |                   |                   |                   |                   |                   |                   |                   |                   |                   |                   |                                                |                   |

### 2000-е
| «It’s My Life»                                        | 2000 | 33  | —  | 1  | 3   | 2  | —  | —  | 1  | 1  | —  |  | Crush                         |
| «Say It Isn't So»                                     | 2000 | —   | 9  | 22 | 10  | 35 | 16 | —  | 24 | 58 | 35 |  | Crush                         |
| «Thank You For Loving Me»                             | 2000 | 57  | 34 | 14 | 12  | 25 | 19 | —  | 24 | 26 | 46 |  | Crush                         |
| «One Wild Night»                                      | 2001 | —   | 35 | 19 | 10  | 25 | 21 | 34 | 17 | 31 | 32 |  | One Wild Night Live 1985–2001 |
| «Wanted Dead or Alive»                                | 2001 | —   | —  | —  | —   | 45 | —  | —  | 26 | —  | —  |  | One Wild Night Live 1985–2001 |
| «Everyday»                                            | 2002 | 118 | 5  | 9  | 5   | 7  | 11 | 1  | 6  | 6  | 6  |  | Bounce                        |
| «Bounce»                                              | 2002 | —   | —  | —  | —   | —  | —  | —  | —  | —  | —  |  | Bounce                        |
| «Misunderstood»                                       | 2002 | 106 | 33 | 37 | 21  | 35 | 37 | 19 | 27 | 57 | 39 |  | Bounce                        |
| «All About Lovin' You»                                | 2003 | —   | 31 | 27 | 9   | 21 | 16 | 29 | 17 | 33 | 38 |  | Bounce                        |
| «The Distance»                                        | 2003 | —   | —  | —  | —   | —  | —  | —  | —  | —  | —  |  | Bounce                        |
| «It’s My Life (2003)»                                 | 2003 | —   | —  | 17 | —   | 45 | —  | —  | 16 | —  | —  |  | This Left Feels Right         |
| «Have a Nice Day»                                     | 2005 | 53  | 8  | 7  | 6   | 7  | 18 | 7  | 5  | 10 | 2  |  | Have a Nice Day               |
| «Who Says You Can't Go Home»                          | 2005 | 23  | —  | 36 | 5   | 54 | 30 | —  | 33 | 57 | —  |  | Have a Nice Day               |
| «Welcome to Wherever You Are»                         | 2006 | —   | —  | 36 | 19  | 40 | 23 | —  | 25 | 46 | —  |  | Have a Nice Day               |
| «(You Want To) Make a Memory»                         | 2007 | 27  | —  | 3  | 33  | 5  | —  | 4  | 9  | 5  | —  |  | Lost Highway                  |
| «Till We Ain't Strangers Anymore»                     | 2007 | 123 | —  | —  | —   | 39 | —  | —  | —  | —  | —  |  | Lost Highway                  |
| «Lost Highway»                                        | 2007 | —   | —  | 41 | 117 | 36 | —  | 39 | —  | —  | —  |  | Lost Highway                  |
| «Whole Lot of Leavin'»                                | 2008 | —   | —  | 22 | —   | 41 | —  | —  | —  | —  | —  |  | Lost Highway                  |
| «We Weren't Born to Follow»                           | 2009 | 68  | 62 | 4  | 25  | 6  | 41 | 29 | 73 | 14 | 30 |  | The Circle                    |
| "—" сингл не попал в чарт или не был выпущен в стране |      |     |    |    |     |    |    |    |    |    |    |  |                               |

### 2010-е
| Сингл                                                 | Год  | Наивысшая позиция | Наивысшая позиция | Наивысшая позиция | Наивысшая позиция | Наивысшая позиция | Наивысшая позиция | Наивысшая позиция | Наивысшая позиция | Наивысшая позиция | Наивысшая позиция | Сертификации | Альбом         |
| Сингл                                                 | Год  | СОЕ               | АВС               | АВТ               | ВЕЛ               | ГЕР               | ИРЯ               | КАН               | НИД               | ШВА               | ШВЕ               | Сертификации | Альбом         |
| ----------------------------------------------------- | ---- | ----------------- | ----------------- | ----------------- | ----------------- | ----------------- | ----------------- | ----------------- | ----------------- | ----------------- | ----------------- | ------------ | -------------- |
| «Superman Tonight»                                    | 2010 | —                 | —                 | 44                | —                 | 26                | —                 | —                 | —                 | —                 | —                 |              | The Circle     |
| «When We Were Beautiful»                              | 2010 | —                 | —                 | —                 | —                 | —                 | —                 | —                 | —                 | —                 | —                 |              | The Circle     |
| «What Do You Got?»                                    | 2010 | 102               | —                 | 30                | 127               | 23                | —                 | 23                | —                 | —                 | —                 |              | Greatest Hits  |
| «No Apologies»                                        | 2011 | —                 | —                 | —                 | —                 | —                 | —                 | —                 | —                 | —                 | —                 |              | Greatest Hits  |
| «This Is Our House»                                   | 2011 | —                 | —                 | —                 | —                 | —                 | —                 | —                 | —                 | —                 | —                 |              | Greatest Hits  |
| «Because We Can»                                      | 2013 | 106               | 56                | 21                | 38                | 37                | 55                | 37                | 36                | 34                | —                 |              | What About Now |
| «What About Now»                                      | 2013 | —                 | —                 | —                 | —                 | —                 | —                 | —                 | —                 | —                 | —                 |              | What About Now |
| «Unbroken»                                            | 2019 |                   |                   |                   |                   |                   |                   |                   |                   |                   |                   |              |                |
| "—" сингл не попал в чарт или не был выпущен в стране |      |                   |                   |                   |                   |                   |                   |                   |                   |                   |                   |              |                |